# مایو آسادا
مایو آسادا (انگلیسی: Mayu Asada؛ زاده ۲۶ ژوئن ۱۹۷۵) بازیگر اهل ژاپن است. 